# Batalla de Ilovaisk
La batalla de Ilovaisk empezó el 7 de agosto de 2014, cuando las Fuerzas Armadas de Ucrania y los paramilitares ucranianos comenzaron una serie de intentos para capturar la ciudad de Ilovaisk de los insurgentes prorrusos afiliados con la República Popular de Donetsk (DPR). Se produjo durante la guerra del Donbás que forma parte de la guerra ruso-ucraniana.  
A pesar de que las fuerzas ucranianas lograron ingresar a la ciudad el 18 de agosto estas fueron rodeadas los días 24 y 26 de agosto por fuerzas Rusas que cruzaron la frontera con Ucrania uniéndose a la Batalla, días después del sitio el gobierno Ucraniano logró llegar a un acuerdo con los insurgentes prorrusos para que se les permitiera retroceder, sin embargo el pacto no fue honrado y mucho soldados fueron emboscados tratando de escapar.